# Praealticus bilineatus
Praealticus bilineatus är en fiskart som först beskrevs av Peters, 1868.  Praealticus bilineatus ingår i släktet Praealticus och familjen Blenniidae. Inga underarter finns listade i Catalogue of Life.